# Stafhyltingar
Stafhyltingar (del nórdico antiguo: Hombres de Stafholti) fue un clan familiar de Islandia cuyo origen se remonta a la Era vikinga y la figura histórica de Þorbjörn Arnbjörnsson. Dominaron Krossavík en Norður-Múlasýsla.